# الاتحاد الصهيوني لبريطانيا العظمى وآيرلندا
الاتحاد الصهيوني لبريطانيا العظمى وأيرلندا،  والمعروف أيضًا باسم الاتحاد الصهيوني البريطاني أو ببساطة الاتحاد الصهيوني (ويُختصر إلى ZF)، هو منظمة جامعة للحركة الصهيونية في المملكة المتحدة والمناطق التابعة لها مثل آيرلندا وجزيرة مان، تمثل أكثر من 30 منظمة وأكثر من 50000 عضو تابع. تأسست عام 1899 بهدف المطالبة بوطن دائم للشعب اليهودي.

## التاريخ

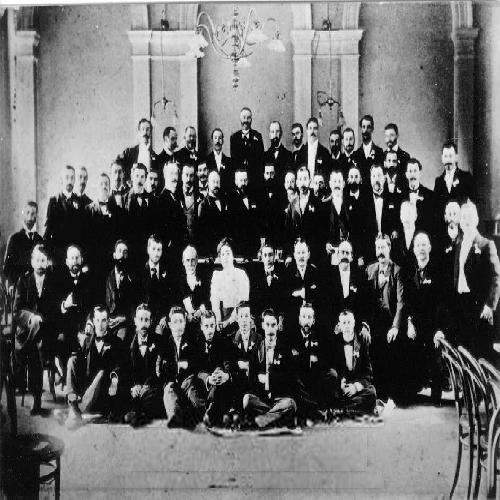
المؤتمر الأول للاتحاد الصهيوني في إنجلترا 1899

تأسست المنظمة في عام 1899 بهدف المطالبة بوطن دائم للشعب اليهودي.
في عام 1917، أرسل وزير الخارجية البريطاني السير آرثر بلفور وعد بلفور إلى زعيم الجالية اليهودية في المملكة المتحدة اللورد روتشيلد لنقله إلى الاتحاد الصهيوني.  
في عام 1920، أسس الاتحاد الصهيوني منظمة المرأة الصهيونية العالمية (WIZO) وكيرين هايسود. كما أسست المنظمة عددًا من الحركات الصهيونية الشبابية [الإنجليزية] .

## الأهداف والأغراض
تصف نفسها بأنها «المنظمة الرائدة في المملكة المتحدة في مجال الدفاع عن إسرائيل ودعم القاعدة الشعبية لها» والتي «تحتفل بإسرائيل وتتحدى أعداءنا». 
ومن بين أهدافها وأغراضها: 
- دعم وتنسيق وتسهيل عمل كافة المنظمات التابعة لها على مستوى الوطن، ومواصلة التزامها بدعم الحركات الشبابية الصهيونية.
- تشجيع مشاركة اليهود في الأنشطة الصهيونية، بما في ذلك التعليم والثقافة واللغة العبرية والإعلام عن إسرائيل، على أساس أن الهدف الرئيس للصهيونية هو الهجرة إلى إسرائيل، واحتلال المزيد من الأراضي للوصول إلى حلم إسرائيل الكبرى.

## أنشطة
تشمل الأنشطة: التدريب، والحملات، والمشاركة الإعلامية، وممارسة الضغط السياسي على الحكومات الغربية، ومحاربة حركة المقاطعة مثل حركة المقاطعة الفلسطينية وسحب الاستثمارات وفرض العقوبات، والعمل مع الطلاب والأحداث الثقافية.

## الهيكل والموظفين
الاتحاد الصهيوني هو منظمة شاملة تضم معظم المنظمات والأفراد الصهيونيين في البلاد، وبالتالي يمثل الحركة الصهيونية في المملكة المتحدة.
اعتبارًا من أوائل عام 2023، سيكون الرئيس هو الحاخام ليا مولشتاين.

## طالع أيضًا
- ديفيد لندو ألكسندر [الإنجليزية]
- اتحاد الشباب الصهيوني [الإنجليزية]
- هابونيم درور [الإنجليزية]
- حركة العمال اليهودية [الإنجليزية]
- اللوبي الإسرائيلي في المملكة المتحدة

## روابط خارجية
- الموقع الرسمي
- صفحة اليوتيوب الرسمي